# Zenillia floralis
Zenillia floralis là một loài ruồi trong họ Tachinidae.